# Rena Dumas
Rena Dumas née Gregoriadès le 28 mai 1937 à Athènes et morte le 27 avril 2009 à Paris, est une architecte d'intérieur et créatrice de mobilier.

## Biographie
Elle est née en 1937 à Athènes. Diplômée en 1961 de l’École nationale supérieure des arts appliqués et des métiers d’art à Paris, elle poursuit sa formation en Grèce et aux États-Unis. De retour en France, elle intègre en 1968 la succursale parisienne de l’agence de Robert Anxionnat où elle mène entre autres projets, la réalisation du Time and Life Building avenue Matignon à Paris et travaille à de nombreux aménagements pour le bâtiment de la Préfecture de Seine-Saint-Denis à Bobigny dont les bureaux et la salle du conseil.
Elle épouse en 1962 Jean-Louis Dumas, qui deviendra président d'Hermès, avec qui elle a  deux enfants, Pierre-Alexis Dumas, et Sandrine Dumas, comédienne et réalisatrice française.
Elle ouvre à Paris, en 1972, sa propre agence Rena Dumas Architecture Intérieure,. Parmi ses premiers clients, la Marine, Midland Banque, La Banque Urquijo.
La collaboration avec Hermès commence en 1976 avec la rénovation et l’agrandissement du magasin du 24 Faubourg Saint-Honoré à Paris.  Rena Dumas met au point le premier « concept Hermès » qui met en lumière les fondamentaux de la marque, présents dans les détails de l’architecture de la maison mère. Véritable fil rouge, ces éléments vont constituer l’identité architecturale d’Hermès et se retrouver réinterprétés dans les magasins du monde entier. La Maison Hermès Ginza à Tokyo réalisée par Renzo Piano et aménagée par Rena Dumas en 2001 ou encore La Maison Hermès Dosan Park à Séoul le premier bâtiment conçu entièrement par l'agence RDAI en 2006, témoignent de l'éclat et de la réserve dont sont empreints les projets que Rena Dumas réalise pour Hermès.
Au-delà de ses relations avec la maison Hermès, Rena Dumas a également travaillé pour d’autres groupes, réalisant par exemple l'hôtel Pergolèse à Paris ou les sièges sociaux d’Artémis et de Christie’s.
De 1983 jusqu’à son décès en 2009, Rena Dumas a conçu des meubles et des objets, explorant en particulier le mobilier « nomade », le « plié/déplié » avec les meubles de voyage de la collection « Pippa » qu'elle a imaginés pour Hermès. Elle dessine, en 1997, une ligne de mobilier pliant pour La Redoute. Ces pièces témoignent, comme l'ensemble de ses autres créations, de la délicatesse du dessin et de son inspiration poétique, et incarnent sans doute le mieux son ingéniosité et sa discrétion.
Rena Dumas, en parallèle de ses activités professionnelles, s’engage au sein du syndicat national des architectes d'intérieur. Elle devient vice-présidente du syndicat et militera activement pour la reconnaissance du métier en France.

## Postérité
Sous la direction artistique de Denis Montel, RDAI, l'agence que Rena Dumas a fondée, se maintient comme agence d’architecture, d'architecture intérieure et de design. Elle remporte en 2014 le prix de l'Équerre d'argent pour la Cité des Métiers Hermès à Pantin.   